# Bessierus
Bessierus is een geslacht van haften (Ephemeroptera) uit de familie Leptophlebiidae.

## Soorten
Het geslacht Bessierus omvat de volgende soorten:
- Bessierus doloris